# Filogranula gracilis
Filogranula gracilis är en ringmaskart som beskrevs av Langerhans 1884. Filogranula gracilis ingår i släktet Filogranula och familjen Serpulidae. Arten har ej påträffats i Sverige. Inga underarter finns listade i Catalogue of Life.